# Wallfahrtskirche Maria Vesperbild

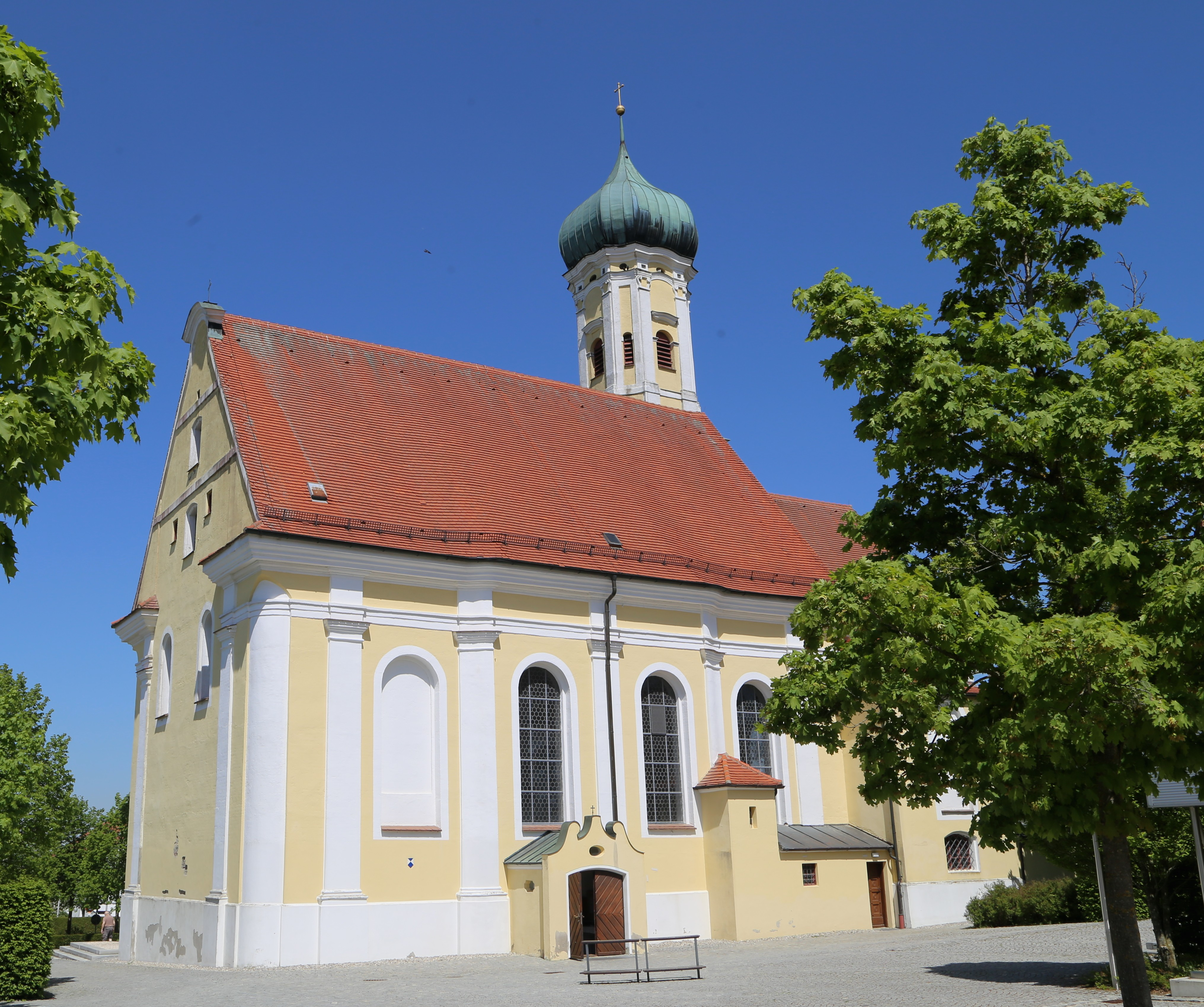
Wallfahrtskirche Maria Vesperbild

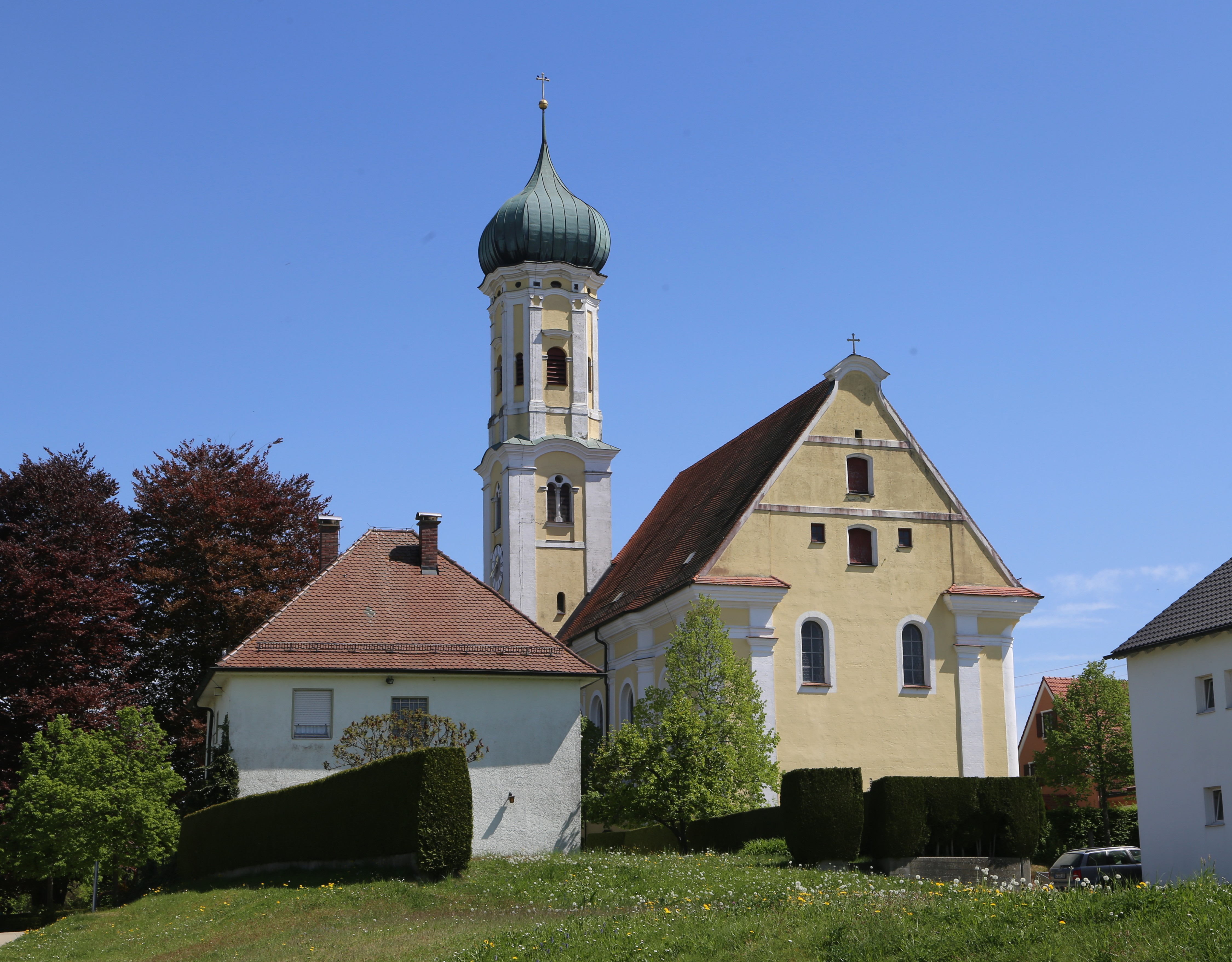
Ansicht von Westen

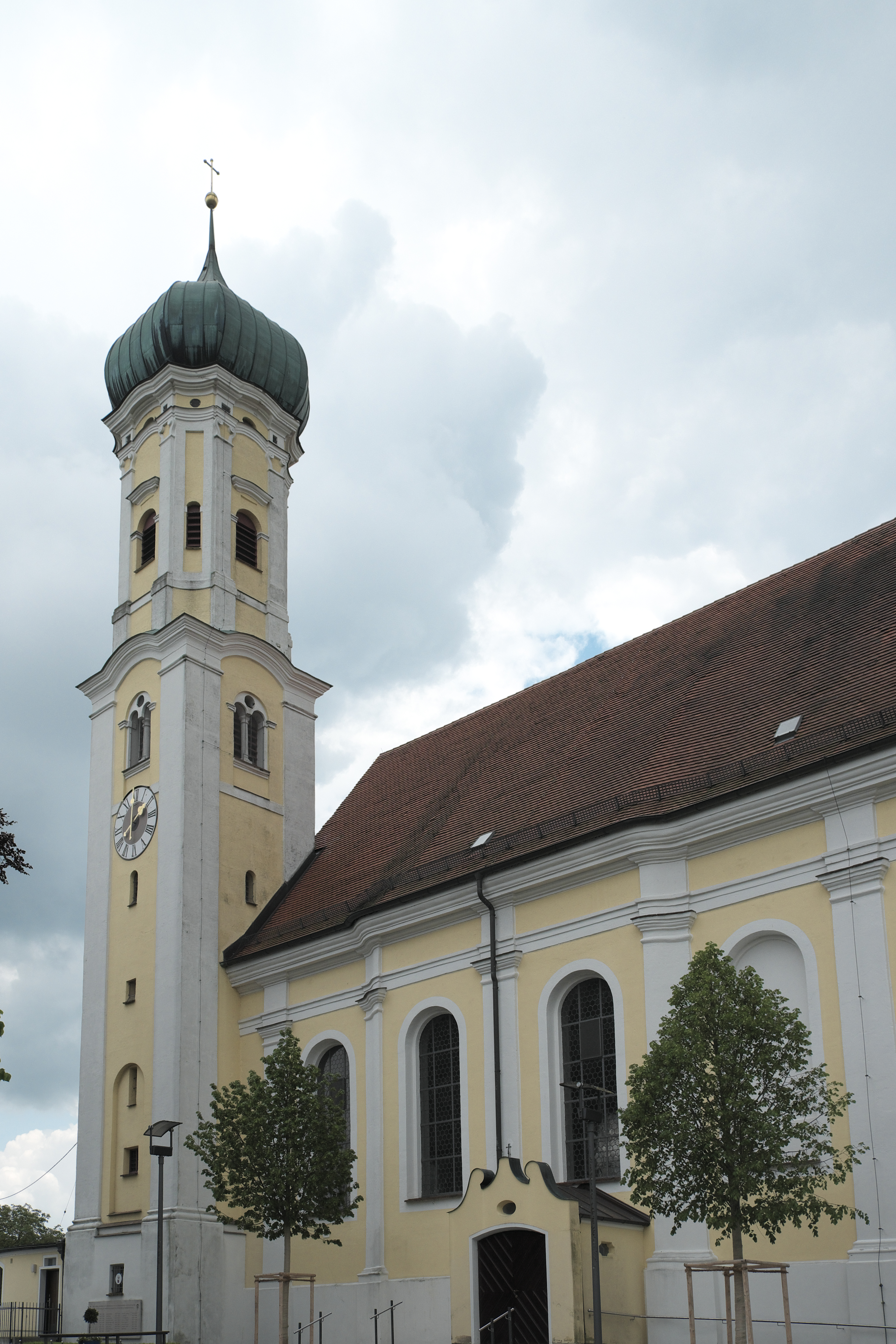
Turm und Langhaus

Die römisch-katholische Wallfahrtskirche Unser Lieben Frau in Maria Vesperbild, einem Ortsteil der Marktgemeinde Ziemetshausen im Landkreis Günzburg, zählt zu den meistbesuchten Wallfahrtsstätten Süddeutschlands. Die von 1754 bis 1755 errichtete Kirche steht als Baudenkmal in der Bayerischen Denkmalliste.

## Geschichte
Der Überlieferung nach brachte gegen Mitte des 17. Jahrhunderts der Schlossherr und Pfleger der Herrschaft Seifriedsberg sowie von 1648 bis 1650 Erzherzoglicher Oberjägermeister Jakob von Saint Vincent ein geschnitztes Vesperbild nach Ziemetshausen, für das er auf dem Schlossberg eine kleine Feldkapelle errichten ließ. Nachdem sich zum Gnadenbild eine rege Andacht entwickelte, gab der damalige Pfarrer Max Hafner 1673 den Bau einer neuen Kapelle in Auftrag. Die immer mehr zunehmende Wallfahrt und Spenden ermöglichte von 1725 bis 1726 einen vergrößerten Zentralbau mit „runder Kuppel und vielen Kröpfungen“, in den man am 12. Oktober 1726 feierlich das Vesperbild übertrug. Die Kosten beliefen sich auf 7000 bis 8000 Gulden. Darauf veranlasste Franz Ignaz von Oettingen-Wallerstein eine dreitägige Jesuitische Mission in Ziemetshausen. Für die neue Wallfahrtskirche wurde ein eigener Kaplan eingesetzt, der sich um den Gottesdienst und die Seelsorge kümmerte. Letzterer Geistlicher wohnte zunächst im Pfarrhof in Ziemetshausen, bis er Mitte des 18. Jahrhunderts bei der Kirche eine eigene Wohnung bezog. Für die Versorgung wurde ein Betrag von 50 Gulden bereitgestellt und von der Herrschaft Seifriedsberg aufgestockt, wofür der Kaplan auch die Dienste eines Schlosskaplans in Anspruch nahm. Wegen Baumängeln und Witterungseinflüssen musste dieser Vorgängerbau mit Tambourkuppel nach 28 Jahren wiederum ersetzt werden.
Der Bau des heutigen Gotteshauses erfolgte von 1754 bis 1755 nach Plänen des Baumeisters Johann Georg Hitzelberger. Die Weihe vollzog der Augsburger Weihbischof Franz Xaver Adelmann von Adelmannsfelden. Die Deckengemälde schuf der aus Kempten stammende Barockmaler Balthasar Riepp. Von den Josephinischen Reformen blieb die Kirche unberührt, da sie nicht selten für die Filialisten die wegen Hochwasser die Pfarrkirche von Ziemetshausen nicht besuchen konnten, als Ersatzkirche diente. Der Frühmeßbenefiziat Theodor Schafheitl machte dem Benefizium eine Schenkung von 1500 Gulden, mit der Auflage für sich, seine Eltern und Freunde jährlich vier Messen in der Kirche lesen zu lassen. Darauf vermachte sein gesamtes Vermögen dem Benefizium in Höhe von 25.213 Mark und 57 Pfennigen. Aus den Zinsen dieses Kapitals bezog der Benefiziat jährlich 950 Mark, mit der Auflage monatlich für den Stifter und dessen Eltern eine Messe in der Kirche lesen zu lassen. 1828 hatte der Manualbenefiziat folgende Verpflichtungen: Die gestifteten Heiligen Messen zu lesen, mit Predigten und Beichten in der Pfarrkirche auszuhelfen, alle Samstage in der Wallfahrtskirche zu zelebrieren und den Beichtstuhl zu besuchen und am Marienfest zu predigen. Laut Dekret des Ordinariats vom 23. Januar 1833 musste der Benefiziat von Vesperbild falls nötig, auf verlangen des Pfarrers in der Pfarrkirche aushelfen und an Festtagen in der Mutterkirche die Heilige Messen lesen. Dagegen konnte auch die Wallfahrtskirche den Pfarrer als Aushilfe in Anspruch nehmen.
Im Zuge der Umgestaltungsmaßnahmen im Stil der Neuromanik um 1870 gingen die ursprünglichen Rokoko-Altäre verloren. In den 1960er Jahren wurde die Ausstattung des Historismus beseitigt und der Innenraum im Stil des Neurokoko zurückversetzt. Von 2019 bis 2023 erfolgte eine umfassende Innen- und Außensanierung. Der Wallfahrtsdirektor Erwin Reichart schätzte die Kosten für die Renovierung auf drei Millionen Euro. Die Einweihung der renovierten Kirche nahm der Augsburger Bischof Bertram Meier in einem Festgottesdienst vor.

## Beschreibung

Innenraum

Hochaltar

Die Kirche ist ein einschiffiger von Pilaster gegliederter Saalbau, an der ein eingezogener Westchor mit Flachkuppel anschließt mit nördlichem Turm mit Oktogon und Zwiebelhaube. Der Innenraum besitzt eine Flachdecke und eine doppelte Westempore. Der Stuckarbeiten führte möglicherweise Franz Hözle aus. Die Fresken schuf laut einer Notiz des Priors Kornmann, Balthasar Riepp. Das Deckenfresko des Langhauses zeigt die hl. Maria, die durch Heilige verehrt wird. An der Decke des Chorquadrates ist die Kreuzabnahme dargestellt. Über dem Chorbogen befindet sich eine Kartusche mit dem Allianzwappen Oettingen-Wallerstein. Alle weiteren Darstellungen schuf 1921/22 Hans Kögl. Die Neurokoko-Ausstattung stammt aus dem Anfang der 1960er Jahre. Der 1960 gestiftete Hochaltar zeigt die Pietà aus der Mitte des 17. Jahrhunderts. Die seitlichen Heiligenfiguren stammen aus der Zeit um 1725. Im Zuge der Sanierungsmaßnahmen von 2019 bis 2023 erhielt der unvollendete Hochaltar Pilaster, Baldachin und Strahlenkranz.

## Glocken
Im Turm hängt ein siebenstimmiges Großgeläute aus Bronze mit Schlagtonfolge dis1 - fis1 - gis1 - h1 - cis2 - dis2 - fis2 
Die größeren fünf Bronzeglocken mit einem Gewicht von 182 bis 1.132 kg stammen von der Gießerei Karl Czudnochowsky (Erding) aus dem Jahr 1968. Die sechste Glocke aus Euphon stammt von Kuhn-Wolfart (Lauingen) aus dem Jahr 1948. Die siebte Glocke aus Bronze ist unbekannter Provenienz.